# Kapitan Blood (film 1935)
Kapitan Blood (ang. Captain Blood) – amerykański film przygodowy z 1935 roku w reżyserii Michaela Curtiza. Adaptacja powieści Rafaela Sabatiniego. Opowieść o przygodach sławnego pirata.

## Treść
Akcja toczy się w XVII wieku. Lekarz Piotr Blood udziela medycznej pomocy rannemu człowiekowi, który okazuje się być poszukiwanym rebeliantem przeciwko angielskiemu królowi. Za ten czyn lekarz zostaje skazany na karę śmierci. Zamiast tego jednak zostaje wystawiony na targu niewolników. Nabywa go piękna Arabela Bishop. Dzięki jej pomocy Piotr ucieka z niewoli. Zdobywa hiszpański galeon i staje się sławnym piratem. Pewnego dnia dowiaduje się, że Arabela została porwana przez inną piracką bandę. Postanawia ją uratować.

## Obsada
- Errol Flynn – Piotr Blood
- Olivia de Havilland – Arabela Bishop
- Lionel Atwill – pułkownik Bishop
- Basil Rathbone – kapitan Levasseur
- Ross Alexander – Jeremy Pitt
- Guy Kibbee – Henry Hagthorpe
- Henry Stephenson – lord Willoughby
- Robert Barrat – John Wolverstone
- Hobart Cavanaugh – doktor Bronson
- Donald Meek – doktor Whacker